# 朝鮮銀行
朝鮮銀行（日語：朝鮮銀行），簡稱為朝銀（ちょうぎん；조은）或鮮銀（せんぎん；선은），為日治朝鮮的中央銀行，於1910至1945年發行朝鲜银行券，而於1945至1950年間為大韓民國發行韓圓，最後於1950年解體。在大韩民国與朝鲜民主主义人民共和国分別由韓國銀行與朝鮮中央銀行取代。

## 歷史

### 前身
當釜山港於1876年10月開港後，日本的第一銀行（後來的第一勸業銀行，現為瑞穗銀行）於1878年6月於釜山設立分行。1880年5月，第一銀行為了收購金子，在砂金集散地元山設立了辦事處；接著於1882年11月，為處理海關關稅事務，又在仁川設立了辦事處。
在這段時期，由於常平通寶（葉錢）使用不便，於是第一銀行便發行了一種預付證券——「韓錢手形」，並在日本商人之間廣泛流通。為了讓海關關稅能以方便的韓錢手形支付，1884年2月，第一銀行釜山分行主任大橋半七郎與朝鮮總稅務司穆麟德簽訂了有關處理海關關稅的條約。
自1902年起，大韓帝國授權第一銀行發行「第一銀行券」，並將其作為官方紙幣流通，使第一銀行實質上成為中央銀行。
隨著第一次日韓協約的簽訂，目賀田種太郎被任命為韓國的財務顧問。他認為由一間帶有民營色彩的第一銀行去執行與外國中央銀行相關的˙職務並不妥當，便向韓國統監伊藤博文提出此事。
而在積極推動日韓合併的山縣派（如桂太郎）、經營第一銀行的澀澤榮一與伊藤博文之間的協調下，於合併前夕的1909年，根據《韓國銀行條例》（韓國法律：隆熙3年法律第22號），設立了中央銀行「韓國銀行」，資本來自大韓帝國政府、日本皇室、韓國皇室以及私人資金，並將中央銀行業務自第一銀行移轉。

### 朝日合併以後
朝日合併後的1911年，該行依據《朝鮮銀行法》（日本法律：明治44年3月29日法律第48號，於3月29日公布，8月15日施行）改稱為「朝鮮銀行」，成為一間特殊銀行。
此外，在日韓合併之際，曾有強烈意見主張將日本銀行券直接在朝鮮流通，但以財政通聞名的元老松方正義，因曾在西南戰爭期間曾透過大量發行不兌現紙幣籌措軍費，導致貨幣暴跌的苦澀經驗，因此認為「若朝鮮經濟不佳的狀況會直接影響日本本土將非常不妥」，基於此見解，便決定發行作為與內地之間得以經濟隔離的「朝鮮銀行券」。

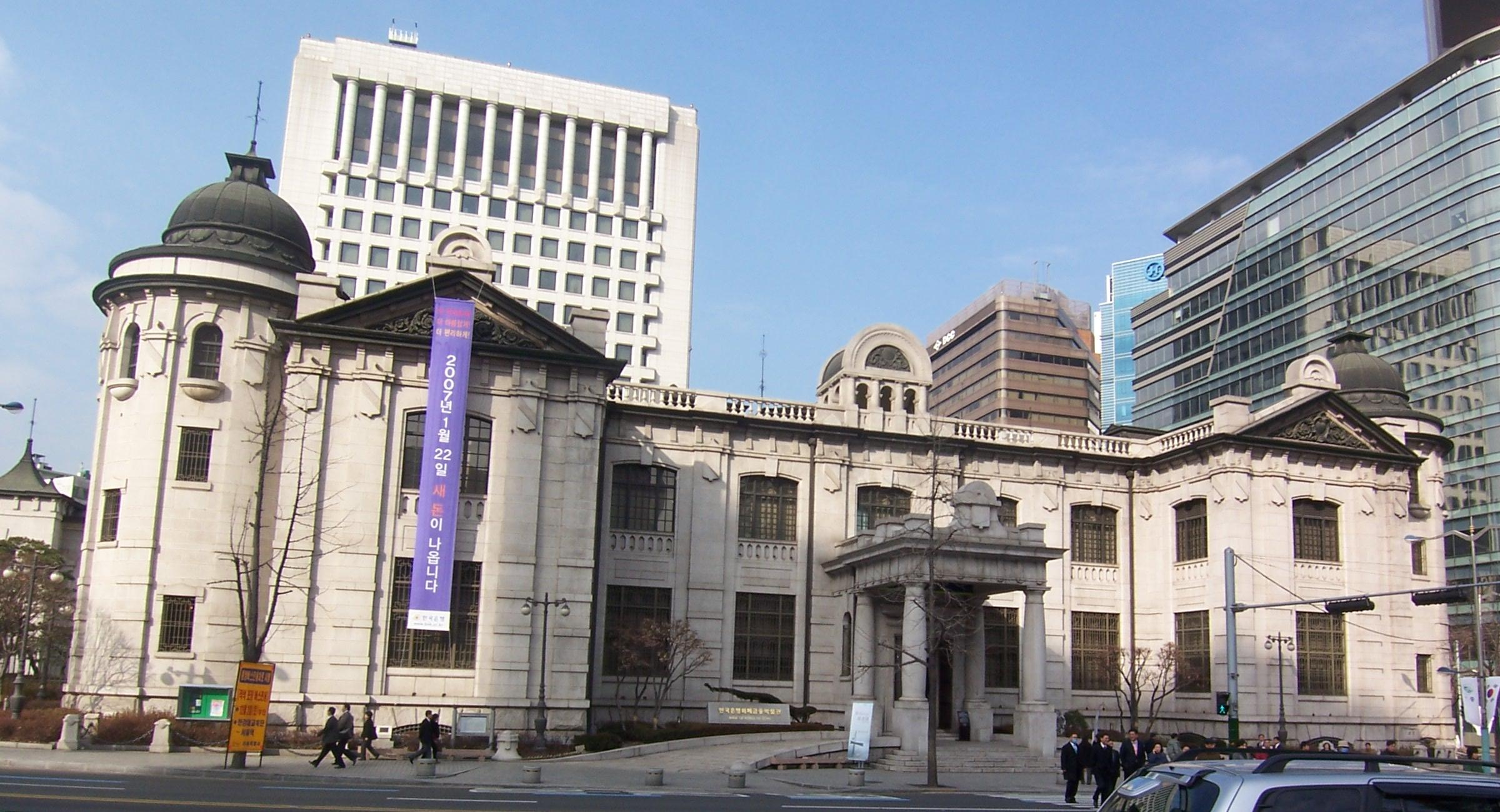
韩国银行货币博物馆，即為朝鮮銀行總部。

### 戰後

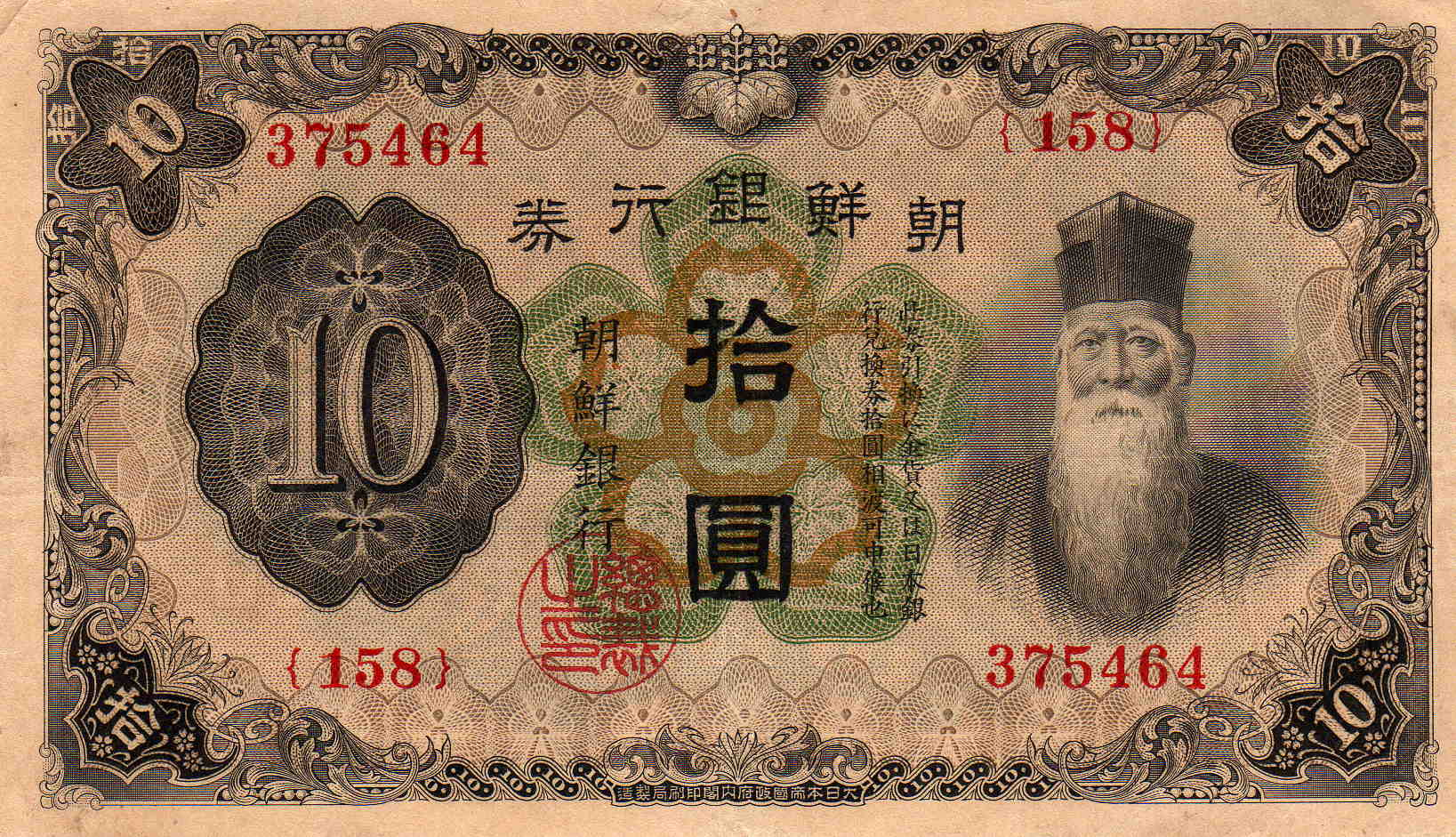
朝鮮銀行10元紙幣（1944年發行）

在日本戰敗後，1945年9月底，最後一任日本人總裁田中鐵三郎被解除職務，由美國軍政部的羅蘭·史密斯海軍少校接任，朝鮮銀行隨即被置於美軍管理之下。在1950年韓國銀行成立之前，朝鮮銀行繼續在38度線以南地區執行中央銀行及商業銀行的職能，並發行旧韩圆紙幣。
在此期間的1947年，朝鮮銀行與台灣銀行等其他殖民地中央銀行一同被指定為閉鎖機關（閉鎖機關為戰後由同盟國最高司令官所要求關閉的在外地以及外國銀行和特別戰時機關的機構。），依日本法律被視為解散。其在朝鮮的資產由美軍與蘇軍政權接收，在接收並解散後，便由日本大藏大臣選任清算人，並根據《朝鮮銀行法》進行清算。後來，其中一部分資產被轉交給大韓民國與朝鮮民主主義人民共和國的中央銀行——韓國銀行與朝鮮中央銀行。而以其在日本境內剩餘資產設立的銀行，即為日本不動產銀行（後為日本債券信用銀行，現為青空銀行）。
根據美韓軍政移交協定，朝鮮銀行將移交給韓國政府。1950年6月5日，韓國銀行正式成立，接收了朝鮮銀行的資產與負債，並開始準備發行韓國銀行券。然而就在6月25日，朝鲜人民军在未宣戰情況下南侵，韓戰爆發。韓亞銀行將總行地庫的金塊與銀塊以及總裁與高層職員撤離，但6月28日首爾淪陷。而作為過渡措施而準備發行與保管的大量朝鮮銀行券及其印刷原版被北韓奪走。北韓除使用奪得的朝鮮銀行券外，還利用原版非法大量印製貨幣，用於物資採購及對南韓的經濟破壞工作。
為了對抗這種狀況，韓國方面急需儘快發行韓國銀行券並禁止朝鮮銀行券流通。但由於戰亂，韓國無法自行發行新鈔，因此在GHQ的命令下，由當時屬於大藏省的印刷廳自1950年7月起至1951年3月底，製造並交付了共8億4200萬張韓國銀行券。據推估，北韓非法發行的朝鮮銀行券約佔總流通額的3％。
隨著仁川登陸戰的成功，仁川與首爾被收復，韓國銀行先遣隊隨軍進入，並開始使用日本印製的韓國銀行券以開展貨幣的兌換作業，並禁止原先的朝鮮銀行券流通，有效遏止了北韓經濟破壞工作帶來的損害。
1957年2月11日，朝鮮銀行股票停止於櫃檯交易；同年3月18日完成清算，並於7月獲得大藏大臣批准後，法人資格正式消滅。

此外，戰後由在日朝鮮人設立的朝銀信用組合及由在日韩国人設立的商銀信用組合（皆為信用合作社），與朝鮮銀行並無關聯。

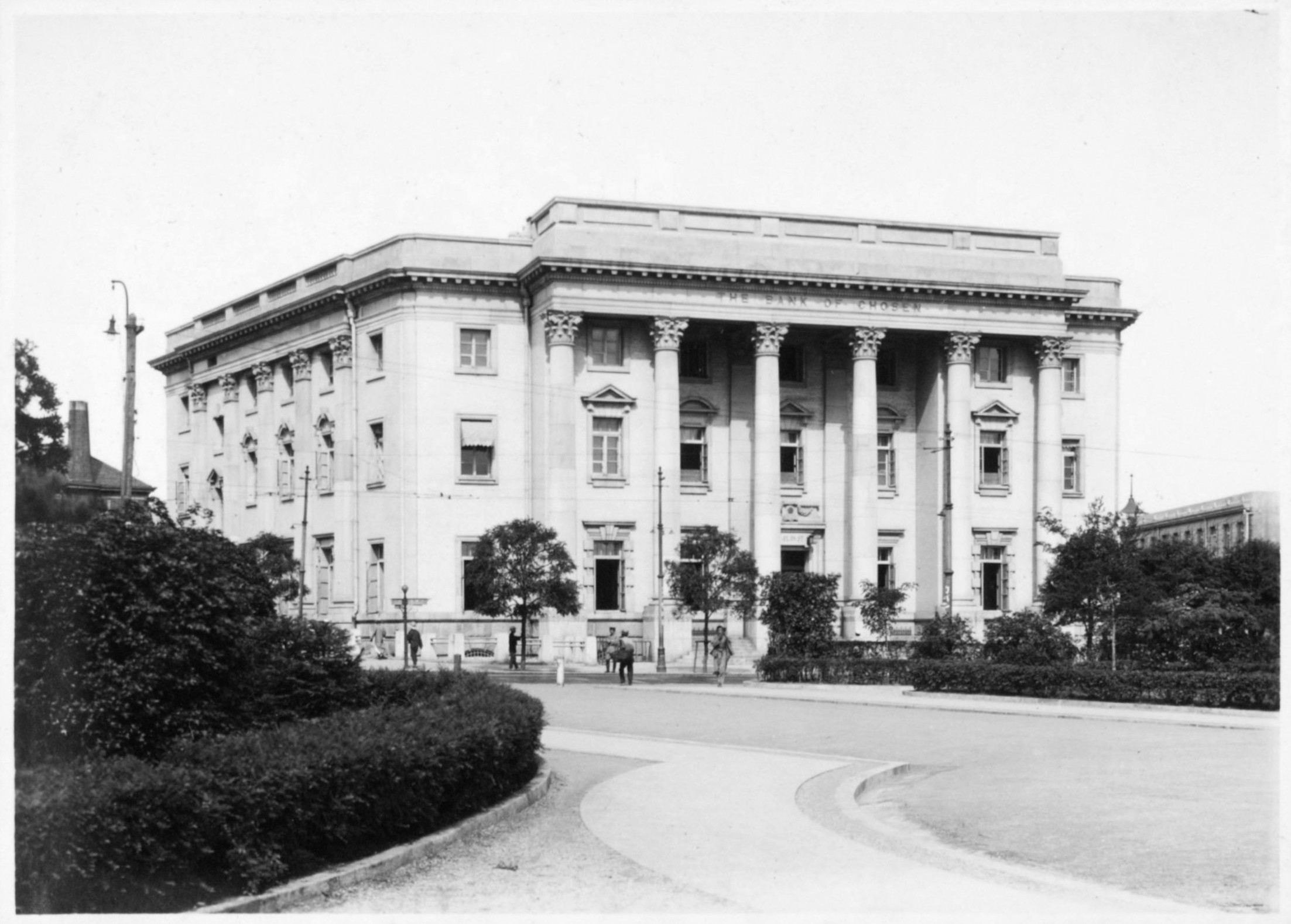
朝鮮銀行支店 （大連）